# 軟式野球
軟式野球（なんしきやきゅう）は、野球本来の皮革製の硬球ではなくゴム製のボールを使用する日本で誕生した競技。
狭義では中空のゴムボールを用いるものを指し、広義では硬球の表面をゴムに置き換えたボールを使用する準硬式野球を含む。
ソフトボール（塁球）と同様に、野球（硬式野球）から派生して誕生した競技である。

## 歴史
明治時代、米国から伝来した野球は中等学校野球、高校野球や大学野球の全国規模な大会の開催で花形スポーツとして定着し、子供たちも硬式テニス球を使うなどして野球遊びを楽しんだ。
しかし、テニス球だと耐久性や速さの問題から使いづらいという弱点が発生し、徐々に競技人口が低下する傾向になってしまった。
1913年（大正4年）、第1回全国中等学校優勝野球大会（現：全国高等学校野球選手権大会）において、京都二中が初優勝し、京都市内では少年たちの間で野球熱が広まる。当時、硬球（現：公認野球規則で定められているボール）しかなく、少年がプレーするには決して安全ではなかった。
そこで1916年、京都市の小学校教員たちが中心になり「京都少年野球研究会」が結成され、京都文具商業組合長の鈴鹿栄が要になり、野球用ゴムボール開発が行われた。軟式球の開発に貢献した一人である有田辰三は後に特別表彰の候補者にもなった。1918年（大正7年）に完成、発売された。（1919年、神戸市にあった東神ゴムもこれらを踏まえて手軽・かつ安全な野球を楽しむことが出来るように軟式野球ボールの市販を始めている）
1919年（大正8年）7月、京都市立成徳小学校（戦後：成徳中学校、現：京都文化協会　京都市下京区）にて軟式野球大会が世界初で開催された。（現在、京都文化協会、及び京都宝が池公園　少年スポーツ広場には軟式野球発祥の地として銅像がある）
これがきっかけになって少年野球の人口が再び増加するようになり、翌年1920年（大正9年）には神戸で大日本少年野球協会が発足し少年野球の本格的な全国大会まで開かれた。
一般用ボールは1922年から発売。その時、鈴鹿栄により「軟式ボール（軟球）」と名づけられ、このボールを用いる野球を「軟式野球」と命名された。
その後1925年（大正14年）に横井春野が東京に少年野球協会の団体を結成した。
昭和に入ると1929年（昭和4年）に神戸の協会が中心となって本格的な一般社会人を対象とした日本軟式野球協会の設立や軟式野球大会の開催など着実に市民スポーツとして定着するようになる。この後に大日本軟式野球協会、日本軟式野球連盟、極東軟式野球協会などの団体が生まれた。しかし東京の協会では1932年（昭和7年）に野球統制令のため、少年同士の大会が規制されてしまった。
更には第二次世界大戦の激化に伴うゴム統制令で、各地にあった軟式野球団体が統合され「全日本軟式野球綜合協会」として全国大会を開くが、敵国スポーツであった野球の開催が厳しく規制され、職業硬式野球以外の開催が出来なくなってしまった。
やがて終戦を迎えて1946年（昭和21年）、東京都軟式野球連盟が中心となって全国各都道府県や文部省（現・文部科学省）、日本体育協会などの協賛により全日本軟式野球連盟設立。この年から始まった国民体育大会のプログラムの一環として天皇賜杯全日本軟式野球大会が開催された。当初は1部制だったが、1957年（昭和32年）から実力別トーナメント大会（高松宮賜杯全日本軟式野球大会2部・3部大会　高松宮杯の下賜は1959年=昭和34年）がスタートする。
更に少年野球の普及を目的として1970年（昭和45年）に小学生年代の「学童の部」と中学生年代の「少年の部」の部門による大会も本格的に始まるようになった。
しかし中学校体育連盟管轄の中学軟式野球は2010年代に入ると急速に加盟校・加盟生徒の数が減少している。
なお、広義としては準硬式野球も軟式野球の一種となる。特に、大学の軟式野球は準硬式球を使用した競技を中心に発展してきた。そのため、長い間大学での中空軟式野球はL号軟式野球やA号軟式野球と呼んで準硬式を示す「軟式野球」と区別されてきた。近年になって、準硬式と中空軟式を統合した全日本大学軟式野球連盟の準硬式の部・軟式の部を経て、準硬式と中空軟式それぞれの連盟に分化した。（分化後の現在も全日本軟式野球連盟の傘下に全日本大学準硬式野球連盟と中空軟式の全日本大学軟式野球連盟が存在する形となっている。）
今浪隆博は、中学3年間を硬式野球で過ごした者と中学軟式野球でプレイした者との間の差は生まれないとしている。その理由として、中学軟式野球出身者も部活引退後から高校入学までの吸収力を考えればすぐに硬式野球に馴染むはずだと主張しており、実際今浪自身が高校の新1年生だった時を振り返っても主戦力の見込みのある同級生は中学軟式野球出身であった。ただし、シニアリーグなどの硬式野球出身者の方が高校の野球部監督や野球スカウトに訴求しやすいため野球推薦での高校進学はしやすく、それに対して中学軟式野球出身者は余程有名でもない限り進学には有利になりづらいと断りを入れている。

## ボールの種類（変遷）
全日本軟式野球連盟が定めるところの認定球の歴史がそのまま軟式球の歴史とほぼ同一（但し同公認球の他にも公認球に準じた種類の他の軟式球も販売されている。）

### 1951年～1968年
昭和26年に従来までの軟式ボールをA号、新しく出来た準硬式球をB号として公認。同時に学童用のC号も誕生。
- A号　種目：少年（中学生）～一般　直径：69.5-70.5（ミリ）
- B号　種目：準硬式　直径：71.5-72.5（ミリ）
- C号　種目：学童（小学生）　直径：67.5-68.5（ミリ）

### 1969年～1984年
従来の3種類に加えて一般成人向けに以下を追加公認。
- L号　種目：一般　直径：71.5-72.5（ミリ）

### 1985年～2005年
それまでの、L号、A号～C号の名称設定を見直して若干の意匠改良を行なったうえで再定義した。
- A号　種目：一般　直径：71.5-72.5（ミリ）　※旧L号
- B号　種目：少年（中学生）　直径：69.5-70.5（ミリ）　※旧A号
- C号　種目：学童（小学生）　直径：67.5-68.5（ミリ）
- D号　種目：学童低学年　直径：64.0-65.0（ミリ）※新規追加
- H号　種目：準硬式　直径：71.5-72.5（ミリ）　※旧B号

### 2006年～2017年

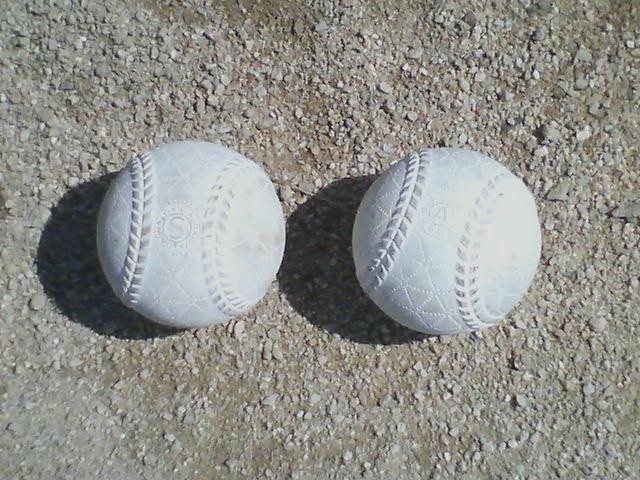
2006年以降の公認球

A号球～C号球に関してディンプル（ボール表面についている凸凹）を無くした新球が開発され、新しい公認球に認定。平成18年度の大会からの使用で、公認球の意匠変更は55年ぶりとなる。
大きさと重さ、反発力はこれまでのボールと同じだが、旧公認球と比べて約10％の飛距離アップが計られ、投手にとっても変化球が投げやすくなっている。従来ボール全面にあったディンプルが殆ど無くなり、滑らかな球体に近づくと同時に縫い目（軟球は硬球のように実際に縫われているわけではないので、縫い目を模した凸部分）が高く造型されている。これにより縫い目とそうでない部分で握った感触の差が大きくなり、縫い目を握らないと滑りやすくなったため、硬式野球と同様に縫い目を握る重要性が大きくなった。縫い目が高くなったことで、ボールの回転による空気抵抗にも影響を及ぼし、直球はより伸びるように、変化球はより大きく変化するようになった他、反発力は同じながら、2バウンド以降の高さを抑えるように設計されている。
D号球は変更なし。

### 2017年以降
2016年12月、全日本軟式野球連盟と野球ボール工業会がボールの規格変更を発表した。A号とB号を統一してM号（メジャー）に、C号はJ号（ジュニア）に変更される。M号は大きさで2ミリ重さで3グラム大きくなり、J号は1ミリ1グラム大きくなる。変形しにくくなりバウンド高さは約15％減少する事で硬式球との差を小さくした。

### 準硬式球
主に大学生を中心に使用されるものとして準硬式球がある。外観はゴムであるが、中身の芯の部分は硬式球と同じコルク製であるため、硬式球とほぼ同等の感触で試合を楽しむことが出来る。（以前は社会人野球にも準硬式の大会があったが社会人では大学と異なり硬式との住み分けが進まず、関東の一部で行われている程度で、全国規模の大会や組織は消滅し現在に至っている。）
あくまで軟式球の一種として、硬式に似た感覚で楽しめるものとして1949年に内外ゴム株式会社が商品名トップボールとして開発したもの。連盟がこれを翌年の大会で試験使用した後、昭和26年に公認球として指定。
2006年12月より新意匠の準硬式球が発売され、2007年の全国大会から新意匠の公認球に切替。

### Kボール
2000年にナガセケンコー株式会社が開発した、重量と外径は硬球と同一、さらにゴロの跳ね方の目安となる反発係数も硬球に近いが、ゴムを使用した表面の素材、空洞となっている内部構造は軟球と同じという独自のボール。2015年から2017年の間「KWBボール」と呼ばれていたが、一般的にKボールの呼称で通用している。アジア野球連盟の公認球で、U-12とU-15の大会に使用されている。
硬球よりも安全性が高く、守備では硬球特有のゴロ処理が身に付く一方で、打撃ではバットの芯に当て振り切らなければ飛距離が出ない軟球特有の構造を踏襲している。また、硬球に比べて価格が3分の2と経済的である。

## バットの種類
硬式野球では、金属バットと木製バットの利用が可能な一方、軟式野球で使用されるものは、ゴム製のボールに対応できる金属バットやカーボン製のバットが使用されています。

## 日本の軟式野球の主な大会
特記なしは全日本軟式野球連盟が主催する

### 一般社会人対象
- 全日本軟式野球大会（一般男子）
  - 天皇賜杯全日本軟式野球大会
  - 高松宮賜杯全日本軟式野球大会（1部、2部）
- 全日本女子軟式野球選手権大会（全日本女子軟式野球連盟主催、一般女子）
- 国民スポーツ大会（一般男子）
  - 軟式野球競技（2008年から一般A、一般B、成年を一本化し、名称変更）
  - 軟式野球競技会（2007年まで）
    - 一般A（39歳以下）
    - 一般B（39歳以下、国体未出場者）
    - 成年（40歳以上）
- 全国軟式野球統一王座決定戦・ジャパンカップ（2001年創設 ストロングリーグ主催、一般男子）
- ニッサングリーンカップ・全国草野球大会（現在は行われていない）
- MLBドリームカップ（2007年創設）
- サンスポ野球大会（サンケイスポーツ新聞社主催）
- 淀川河川公園秋期野球大会（淀川環境管理財団主催）
- 全国青年大会（日本青年団協議会など主催、35歳以下対象）
- 全国スポーツ祭典（新日本スポーツ連盟主催）
- 東日本軟式野球大会（1部、2部）
- 西日本軟式野球大会（1部、2部）
- 水戸市長旗東日本軟式野球選手権大会
- 西日本軟式野球選手権大会
- 中部日本都市対抗軟式野球大会
- 日本スポーツマスターズ（40歳以上対象）

### 一般社会人/大学生対象
- 全日本軟式野球協会
  - Divine Pacific Cup全日本軟式野球選手権大会（11月）
  - 夏のセンバツ全品軟式野球大会（8月）
- 全国女子軟式野球選抜交流碧南大会（2006年創設の春季選抜大会、5月）
- 全国女子軟式野球統一王座決定戦・ジャパンカップ（1995年創設、10月）

### 大学生対象
- 全日本大学準硬式野球連盟
  - 全日本大学準硬式野球選手権大会（春季）
  - 全日本大学選抜準硬式野球大会（春季）
  - 全日本大学9ブロック対抗準硬式野球大会（秋季）
- 全日本大学軟式野球連盟
  - 全日本大学軟式野球選手権大会（秋季）
  - 全日本大学軟式選抜大会SummerCup（春季）
    - 東日本大学軟式野球選手権大会（2021年まで開催・全日本大学軟式選抜大会SummerCupに統一）
    - 西日本大学軟式野球選手権大会（同上）
- 全日本学生軟式野球連盟
  - 全日本学生軟式野球選手権大会（春季）
  - 東日本学生軟式野球選抜大会（秋季）
  - 西日本学生軟式野球選抜大会（秋季）
- 全日本大学女子野球連盟　（現状軟式のみ）
  - 全日本大学女子野球選手権大会（軟式）
- その他（医科歯科系）
  - 東日本医科学生総合体育大会（東医体）・準硬式野球の部
  - 西日本医科学生総合体育大会（西医体）・準硬式野球の部
  - 全日本医科学生体育大会王座決定戦（全医体）・準硬式野球の部
  - 全日本歯科学生総合体育大会（歯学体）・準硬式野球の部

### 専門学校生対象
- 全国専門学校軟式野球選手権大会

### 高校生対象
- 全国高等学校軟式野球選手権大会（日本高等学校野球連盟主催）
- 全日本女子軟式野球学生選手権大会（全日本女子軟式野球連盟主催）
- 全国高等学校定時制通信制軟式野球大会（全国高等学校定時制通信制軟式野球連盟主催）
- 国民スポーツ大会高等学校野球競技（公開種目。高野連加盟チームのみ対象）

### 中学生対象（少年の部）
- 全国中学校軟式野球大会 (日本中学校体育連盟主催)
- 全日本少年軟式野球大会 (全日本軟式野球連盟主催)
- 全国中学生都道府県対抗野球大会 (日本中学生野球連盟主催)

### 小学生対象（学童の部）
- 高円宮賜杯全日本学童軟式野球大会（マクドナルドトーナメント）
- NPBガールズトーナメント 全日本女子学童軟式野球大会
- 全国スポーツ少年団軟式野球交流大会（JSPO日本スポーツ少年団主催）
- NPB12球団ジュニアトーナメント
- ポップアスリートカップ全国少年野球大会
- イチロー杯争奪学童軟式野球大会

## 世界における軟式野球
日本発祥であるところの軟式野球は世界的な規模で広まっているとは言い難いが、世界大学軟式野球大会を開催するなど大学の軟式野球界、また一般社会人の私設リーグでの大会など普及運動が行われている。またキューバでは独自の軟式野球が存在するほか、台湾でも準硬式野球が行われている。

## 高校生以上での軟式野球経験があるプロ野球選手
- 青木勇人（高校軟式、大学準硬式）
- 大谷龍次
- 大友工
- 大野豊
- 呉俊宏（高校軟式、大学準硬式）
- 河本育之（高校軟式、社会人硬式）
- 菊沢竜佑
- 小林宏（高校軟式、大学硬式）
- 柴田保光（高校軟式、社会人硬式）
- 清水章夫（高校軟式、大学硬式）
- 田中達夫
- 土橋正幸
- 松原靖
- 松本直晃
- 三輪正義
- 山川和大（高校軟式、大学(独立リーグ)硬式）
- 橋本ひかり（女子プロ野球選手）